# ダイアナ・ヴァン・ダー・ヴリス
ダイアナ・ヴァン・ダー・ヴリス（Diana Van der Vlis,  1935年6月9日 - 2001年10月22日）は、カナダ出身の女優である。

## 来歴
1935年、カナダのオンタリオ州、トロント生まれ。イギリスのロンドンにある王立演劇学校で演劇を学び、カナダでの舞台活動を経て1956年にニューヨークへ渡った。ニューヨークへ移住後は同じくカナダ出身のウォルター・ピジョンと共演した『The Happiest Millionaire』でブロードウェイデビュー。その後もブロードウェイで舞台女優としてキャリアを重ね、1957年に『The Girl in Black Stockings』で映画デビューを果たす。1960年代に入っても映画の出演作を増やし、レイ・ミランド主演のSFホラー映画『X線の眼を持つ男』ではヒロイン役を演じている。テレビシリーズ等への出演作も多いほか、映画では他にマーティン・シーン主演の『ある戦慄』などへも出演した。

### 死去
2001年10月22日、肺動脈塞栓症による心停止により自宅のあったミズーリ州で死去。66歳だった。

## 出演作品

### 映画
- The Girl in Black Stockings (1957)
- X線の眼を持つ男 X (1963)
- Ghostbreakers (1967) ※テレビ映画
- ある戦慄 The Incident (1967)
- 泳ぐひと The Swimmer (1968)
- Lovespell (1981)

### テレビシリーズ
- Folio (1955)
- クラフト・テレビジョン・シアター Kraft Television Theatre (1968)
- 裸の町 Naked City (1958)
- The Unforeseen (1959)
- The DuPont Show of the Month (1959, 1960)
- ヒッチコック劇場 Alfred Hitchcock Presents (1961)
- ダイヤル7000 Tallahassee 7000 (1961)
- チェックメイト Checkmate (1961)
- East Side/West Side (1963)
- 逃亡者 The Fugitive (1963, 1965)
- ルート66 Route 66 (1964)
- ドクター・キルデア Dr. Kildare (1964)
- わんぱくフリッパー Flipper (1964)
- Mr.ブロードウェイ Mr. Broadway (1964)
- The Defenders (1964, 1965)
- 爆撃命令 12 O'Clock High (1965)
- インベーダー The Invaders (1967)
- T.H.E. Cat (1967)
- 0011ナポレオン・ソロ The Man from U.N.C.L.E. (1967)
- FBIアメリカ連邦警察 The F.B.I. (1968)
- Ryan's Hope (1975 - 1989)